# Excubitors
eXcubitors ist eine deutsche Synthie-Pop-Band.

## Geschichte
eXcubitors wurde 2006 von den drei Brüdern Sascha, Stephan und Thomas Viereck gegründet. Das Wort eXcubitors ist ein Kunstbegriff und entstand aus dem Wort eXcubitor, das lateinischen Ursprung hat und so viel wie Wächter bedeutet.
Die Single The Prophecy war das erste Werk, das von eXcubitors veröffentlicht wurde. 2007 folgte das erste offizielle Album mit dem Titel Auferstehung aus Ruinen. Auf dem Album steuerten auch Anne Wagner (Obsc(Y)re) und Aestetic Idiosyncrasy stimmliche Featurings bei. Das Album war einige Wochen in den German electronic Webcharts (GEWC) platziert.
Das zweite Studioalbum, Operation Observation, folgte 2009. Thomas Viereck konnte wegen Zeitmangels nicht mehr am Projekt eXcubitors mitarbeiten und so produzierten Sascha und Stephan Viereck das neue Album ohne ihn. Der Hit Fehler im System war mehrere Monate in den GEWC. Der Song Isolated wurde von der bekannten Band Lost Area remixed und befindet sich ebenfalls auf Operation Observation.
Beide Alben erschienen auf dem Label Luk-o-tyk Records im Vertrieb von Rough Trade.
Nach einer Pause von 5 Jahren folgte 2014 das dritte Studioalbum mit dem Titel Wächter. Die Veröffentlichung lief komplett beim hauseigenen Label 4eck-Studios.
Ende 2016 gewannen Stephan und Sascha Viereck in dem Musiker und Sänger Ronny Strehmann aus Berlin ein neues Bandmitglied. Neben Stephan Viereck übernahm Ronny von da an einen Großteil der Gesangseinlagen und Videoproduktionen. Im Jahr 2017 wurde Proud Leaders veröffentlicht. Damit fiel der Startschuss für die Arbeiten an Album Nummer 4. Am 23. Juni 2017 folgte der Song Unperson sowie das offizielle Video dazu. Ronny Strehmann verließ die Band 2019.
Another Dimension ist das fünfte Album der Band eXcubitors. Es wurde nach einer Produktionszeit von etwa zweieinhalb Jahren am 19. November 2021 veröffentlicht. Neben der Produktion übernahm Sascha Viereck auch überwiegend den Gesang auf dem Album. Das Album thematisiert verschiedene zeitgenössische globale Probleme und bietet den Zuhörern eine musikalische Flucht aus der Realität sowie eine musikalische Reflexion der aktuellen Gesellschaftszustände. Den Stil der Songs auf dem Album nennen eXcubitors „Cinematic-Synthpop“, den die Band über die Jahre entwickelt hat. Another Dimension umfasst zehn Tracks, einschließlich einem Rob Dust-Remix des Songs Stranger. Der Song Stranger sowie das gesamte Album Another Dimension befanden sich 8 Wochen in den Top 15 der German Electronic Web Charts.
Ende 2023 stieß Heiko Schwab zur Band. Er arbeitet seither als Co-Produzent mit an den Songs und ist als Keyboarder bei Live-Auftritten an den Tasten dabei.
eXcubitors kehrten Ende 2023 auch wieder auf die Live-Bühnen zurück. U.a. spielten sie in vielen großen Städten in Deutschland im Rahmen der Eisfabrik-Tour 2024.
Am 9. Dezember 2023 veröffentlichten eXcubitors die Single This is the Way, die sich rasch zu einem der beliebtesten Live-Songs der Band entwickelte. Der Titel überzeugte mit treibender Energie, einem eingängigen Refrain und wurde schnell zum festen Bestandteil der Konzert-Setlists.
Am 26. April 2024 folgte mit UNITED eine weitere Single-Auskopplung, die sich zu einem Szene-Hit entwickelte. Der Song war acht Wochen lang in den Top 5 der German Electronic Web Charts (GEWC) vertreten und überzeugte durch seine positive Botschaft von Zusammenhalt und Stärke.
Am 3. März 2025 – knapp zwei Wochen vor dem Album-Release – erschien die dritte Single Burning Bridges. Der Track entwickelte sich schnell zum Clubhit und schaffte es auf Platz 1 der Klangwald-Charts. Gleichzeitig erreichte der Song auch in den German Electronic Web Charts (GEWC) sowie den Deutschen Alternative Charts (DAC) gute Platzierungen und untermauerte damit die gewachsene Relevanz der Band innerhalb der elektronischen Musikszene.
Alle drei Songs fungierten als musikalische Vorboten für das sechste Studioalbum Beyond the Silence, das am 15. März 2025 veröffentlicht wurde. Das Album markiert einen weiteren kreativen Meilenstein in der Bandgeschichte und thematisiert den Weg von persönlicher Zerrissenheit und gesellschaftlicher Hektik hin zu Selbstreflexion, Transformation und Hoffnung. Musikalisch verbindet das Werk atmosphärische Synthesizerflächen mit treibenden Beats und tiefgründigen Texten. Neben 13 neuen Tracks enthält das Album auch Remixe von bekannten Szenegrößen wie Funker Vogt, Rob Dust, People Theatre und Vdoc. Der Titeltrack Beyond the Silence steht sinnbildlich für die Kernaussage des Albums: über den Lärm der modernen Welt hinauszublicken und eine neue, bewusstere Ebene des Daseins zu erreichen.
Beyond the Silence konnte sich nach Veröffentlichung schnell als Szene-Erfolg etablieren. Das Album war insgesamt acht Wochen lang in den Deutschen Alternative Charts (DAC) vertreten und erreichte dort als höchste Position Platz 2. Auch die Singles Burning Bridges und The Rat Race wurden positiv aufgenommen. Burning Bridges erreichte Platz 1 der Klangwald-Charts und war ebenso wie The Rat Race über mehrere Wochen gleichzeitig in den drei wichtigsten Szenecharts – den DAC, den GEWC und den Klangwald-Charts – gelistet. Damit unterstrichen eXcubitors ihre wachsende Bedeutung innerhalb der elektronischen Musikszene.

## Diskografie

### Alben
- 2007: Auferstehung aus Ruinen
- 2009: Operation Observation
- 2014: Wächter
- 2018: In Aeternum
- 2021: Another Dimension
- 2025: Beyond the Silence

### Singles
- 2017: Proud Leaders
- 2017: Unperson
- 2019: Command & Conquer (EP)
- 2019: Zeit
- 2019: The Blue Lights
- 2021: Stranger
- 2022: Nach uns die Sintflut
- 2023: Sinnlos
- 2023: This Is the Way
- 2024: United
- 2025: Burning Bridges
- 2025: The Rat Race

### Beiträge zu Kompilationen
- Diverse Orkus Kompilationen
- In Your Memory (A tribute to Depeche Mode)
- Sonic Seducer 04/2025

### Remixe
- Solitary Experiments – No Salvation (eXcubitors RMX)
- Schwarzschild – In meinem Blut (eXcubitors Somnia RMX)
- In Good Faith – Choose Your Way (eXcubitors Destiny RMX)
- Strehman feat. Frank Spinath Seabound – Schwur (eXcubitors RMX)
- Schwarzschild – Seven (eXcubitors Culpa RMX)
- Elektrostaub – We Are Dreamers (eXcubitors RMX)
- SANZ - The Truth (eXcubitors RMX)

## Belege
1. 1 2  eXcubitors Band-Biografie (Memento des Originals vom 3. März 2018 im Internet Archive)  Info: Der Archivlink wurde automatisch eingesetzt und noch nicht geprüft. Bitte prüfe Original- und Archivlink gemäß Anleitung und entferne dann diesen Hinweis.
2. 1 2  German Electronic Charts (Memento des Originals vom 3. März 2018 im Internet Archive)  Info: Der Archivlink wurde automatisch eingesetzt und noch nicht geprüft. Bitte prüfe Original- und Archivlink gemäß Anleitung und entferne dann diesen Hinweis.
3. ↑  eXcubitors bei Discogs
4. ↑  eXcubitors-Diskografie
5. ↑  4eck Studios
6. ↑  eXcubitors Band-Mitglieder
7. ↑  Strehmann-Webseite
8. ↑  eXcubitors Proud Leaders
9. ↑  KW 02 – 10.01.2022 | GEWC. 10. Januar 2022, abgerufen am 20. Mai 2024 (deutsch).
10. ↑  Klangwald-Charts - die etwas dunkleren Charts. Abgerufen am 24. März 2025.
11. ↑  Beyond the Silence – Synthpop Band aus Deutschland | eXcubitors. Abgerufen am 24. März 2025.
12. ↑  DAC: DAC Album-Charts KW19 2025. Abgerufen am 15. Mai 2025.
13. ↑  Klangwaldcharts KW13 2025. Abgerufen am 26. März 2025.